# 米尔森
米尔森（德語：Mülsen）是德国萨克森州的市镇，隶属于茨维考县。总面积为49.7平方千米，截至2023年12月31日总人口为10,757人。